# Virus de Schmallenberg

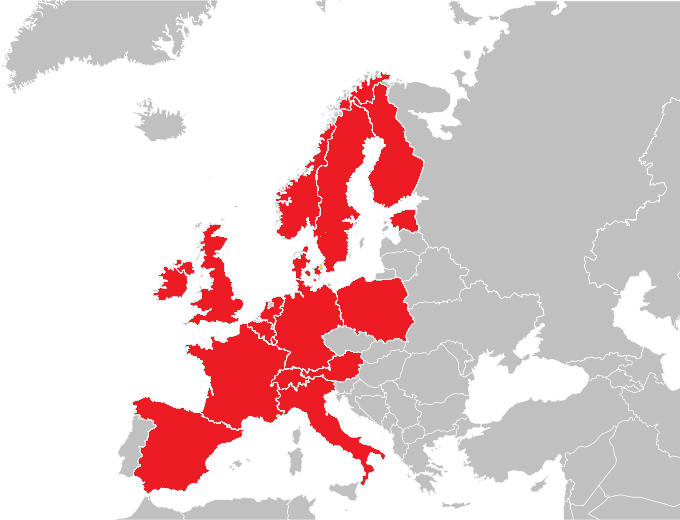
Distribució del virus de Schmallenberg a Europa

El virus de Schmallenberg (SBV) és un virus que va aparèixer a Europa el 18 de novembre de 2011, que afecta principalment a remugants provocant malalties congènites i mortalitat als fetus. El nom va ser acordat el 2012 i prové del nom de la ciutat alemanya (Schmallenberg) d'on es van extreure les primeres mostres positives.Està classificat dins el gènere de virus Orthobunyavirus (dins la família Bunyaviridae) i està  estretament relacionat amb els virus Shamonda i Akabane.
Segons l'últim informe de la EFSA de maig del 2013 s'havia detectat a 22 països: Àustria, Bèlgica, República Txeca, Dinamarca, Estònia, Finlàndia, França, Hongria, Alemanya, Irlanda, Itàlia, Letònia, Luxemburg, Holanda, Polònia, Eslovènia, Espanya, Suècia, Regne Unit, Suïssa, Noruega i Croàcia.
La transmissió principal sembla associada a insectes Nematocera (Culicoides) com a vectors, però també és important la transmissió transplacentaria o vertical que acaba afectant els fetus. Contràriament, la transmissió directe entre animals no ha estat demostrada, i tampoc presenta zoonosis.
Té un període d'incubació i de virèmia curts d'entre 2 i 5 dies i d'entre 1 i 5 dies respectivament. En adults sol ser asimptomàtica tot i que en un percentatge baix d'animals pot provocar diarrees, febre i disminució en la producció de llet. La morbiditat en els ramats pot arribar a ser alta situant-se habitualment entre el 20% i el 70%.
Les espècies susceptibles són bàsicament remugants d'entre els quals cal destacar bovins, ovins i caprins domèstics, ja que aquests han estat molt estudiats i s'ha demostrat la seva susceptibilitat amb inoculacions experimentals. També s'ha trobat presència antigènica o el virus directament en alpaques, búfals, bisons, ants, cérvols, iacs, gos, camell, cavalls i llames.

## El virus
| Família  | Bunyaviridae    |
| Gènere   | Orthobunyavirus |
| Serogrup | Simbu           |

Es tracta d'un virus RNA monocatenari negatiu (mcRNA(-)) de la família Bunyaviridae, gènere Orthobunyavirus, serogrup Simbu. Aquest serogrup inclou virus com Shamonda, Akabane i Aino. La seva morfologia és la típica dels bunyavirus, sent un virus amb embolcall, d'entre 80 i 120nm de diàmetre, i amb un RNA segmentat en 3 fragments (L, M i S). El fragment L (large) codifica una poliproteïna amb activitat replicasa i transcriptasa; el fragment M codifica glicoproteïnes de superfície (G1 i G2) i proteïnes no estructurals (NSm), i el fragment S codifica la proteïna de la nucleocàpside (N) i proteïnes no estructurals (NSs). El segment S del virus de Schmallenberg coincideix en un 97% amb el segment S del virus Shamonda.
És susceptible a lleixiu, detergents, chlorhexidina, alcohols, fenols i calor (50-60° durant 30 minuts). No pot sobreviure fora de l'hoste o del vector durant períodes llargs de temps.

### Anàlisi genotípica
Els més estretament relacionats amb el virus de Schmallenberg són els virus Douglas i Sathuperi. Estudis filogenètics suggereixen que el SBV (virus de Schmallenberg) pertany a l'espècie dels virus Sathuperi i que podria ser l'antecessor del virus Shamonda, ja que el sèrum contra SBV neutralitza els virus Douglas i Sathuperi però no el Shamonda. Tot i així encara no es coneix l'origen del SBV.

### Evolució
Els bunyavirus segueixen dos mecanismes d'evolució. El primer consisteix en l'acumulació de mutacions degudes al RNA depenent de la RNA-polimerasa, i el segon mecanisme és la redistribució dels segments del genoma.
En el cas del SBV, s'ha trobat una gran capacitat de variabilitat (sobretot al segment M), però no hi ha correlació entre les variants i l'hoste o la situació geogràfica. Hi ha estudis que suggereixen que la mutació hipervariable de la seqüència N-terminal de la glicoproteïna Gc li confereix capacitat d'evasió davant la resposta immunitària.
A Europa s'han aprovat dues vacunes inactivades, Bovilis SBV i SBV vax. La intenció d'aquestes vacunes és provocar anticossos neutralitzadors al cap de 3 setmanes d'inoculació, encara que no s'ha determinat la durada d'aquesta immunització. És necessari avaluar l'impacte que suposa la gran variabilitat genètica del SBV sobre la capacitat de protecció de les vacunes i estudiar la importància de la hipervariabilitat de les glicoproteïnes.

## Transmissió
La transmissió vectorial és un procés en el qual un vector, en aquest cas un Culicoides, ingereix sang d'un animal infectat, el virus es replica en el vector i viatja fins a les glàndules salivals, sent inoculat a un animal sa el següent cop que l'insecte s'alimenta.
En el cas del Virus de Schmallenberg la relació filogenètica que té amb altres virus del serogrup Simbu va fer pensar que també es podia tractar d'un virus amb transmissió vectorial a través de Culicoides (més de 120 espècies a Europa). Es van realitzar molts estudis que van permetre detectar la presència de l'RNA víric en Culicoides recollits en granges de zones afectades, i tot i que no són els únics, és segur que el virus és transmès gràcies a les espècies Culicoides obsoletus, Culicoides scoticus i Culicoides chiopterus.

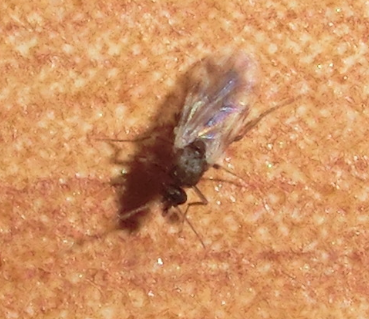
Vector de la malaltia: un membre del gènere Culicoides

Pel que fa a la transmissió sexual, diferents autors han trobat excreció del virus en el semen de toros infectats, tot i que en unes proporcions molt baixes (en un 3% dels toros en estudis de camp i un 6% en estudis experimentals). Tot i que les majors concentracions en semen es van trobar entre 4 i 7 dies després de la infecció, la presència del virus en el semen és independent de la virèmia. Tot i així, partícules víriques viables només s'han aconseguit aïllar a partir de mostres de sang, mai de semen o teixit genital, i el risc d'infecció per inseminació és molt baix si no nul. La transmissió vertical és la transmissió d'una mare al seu embrió. En el cas del vector hi ha indicis que podria transmetre’s a les larves tot i que no està encara molt demostrat. La transmissió vertical en l'hoste, sigui el remugant que sigui, comporta que la mare estigui infectada i la seva cria neixi amb el virus, també ja infectada, independentment de si la cria té alguna afectació clínica o no la té. En qualsevol dels casos, perquè aquest tipus de transmissió sigui de major interès epidemiològic hauria de ser factible que el virus es transmetés de la cria a altres individus o a Culicoides i ara per ara no s'ha aconseguit aïllar cap partícula vírica viva del Virus de Schmallenberg de mostres de sang o pell de cries nounades (imprescindible per a la transmissió vectorial).
També es podria donar la transmissió pseudovertical, que consisteix en la infecció de la cria poc després de néixer, en la ingestió del calostre o de teixits del part com la placenta, però no hi ha evidències que el virus es pugui transmetre per via oral.
La transmissió horitzontal (d'un individu afectat a un de sa) ha estat estudiada tant en ramats en contacte continu amb animals infectats com mitjançant inoculació oronasal i els resultats han estat negatius.

## Signes clínics
- Febre
- Anorèxia (pèrdua de gana)
- Baixada en la producció de llet
- Pèrdua de condició corporal
- Diarrea (en casos greus)
- Avortament
- Malformacions en fetus i nounatsMalformacions de torticoli i artrogriposi causades per infecció del virus de Schmallenberg. (Font: RASVE)

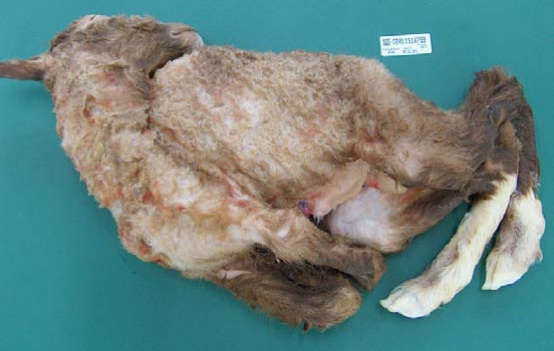
Malformacions de torticoli i artrogriposi causades per infecció del virus de Schmallenberg. (Font: RASVE)

La incidència de malformacions a nivells nacionals és baixa, però a nivell de granja és molt variable. Això es deu a diversos factors, com pot ser el sistema de cria que se segueixi; en gestacions entre desembre i maig existeix un menor risc perquè hi ha menys activitat del vector que pot transmetre el virus, però durant l'agost-setembre, el risc augmenta en tractar-se de l'època de màxima activitat del vector.
Les malformacions que pateixen els animals afectats solen ser: artrogriposi (contractures musculars congènites de naixement en articulacions), torticoli, braquignàtia (mandíbula curta), hidraencefàlia (pèrdua dels hemisferis cerebrals per acumulacions de líquid), atàxia (descoordinació en el moviment), paràlisi, atròfia muscular, malformacions articulars, escoliosi, alteracions del comportament i ceguera. S'uneixen amb el nom de síndrome d'artrogriposi i hidraencefàlia (AHS).
En adults, els símptomes acostumen a resoldre’s sols passats 2-3 dies.

## Diagnòstic
Per a la detecció del virus es poden fer PCRs de transcripció inversa a temps real (RT-qPCR) tant pel fragment L com per l'S. Juntament amb aquesta prova, una eina útil per a confirmar la infecció congènita per SBV és la detecció d'anticossos neutralitzants específics en sèrum fetal, ja que el fetus és immunocompetent a partir de la segona part de la gestació.
Per a la detecció d'anticossos es pot fer servir microneutralització, tests d'immunofluorescència indirecta i també hi ha ELISAs comercials que poden utilitzar-se per a grans poblacions i així fer estudis epidemiològics. Com que el SBV només es pot detectar en sang uns pocs dies en malalts amb una infecció aguda, la detecció d'anticossos dona més facilitats (major persistència en sang).

## Prevenció
Una vacuna amb virus inactivats propers al SBV poden ser útils tot i que hi ha vacunes específiques pel SBV i sembla que funcionen millor. La vacunació es pot aplicar tenint en compte que es pot transmetre transplacentàriament i, per tant, s'hauria de vacunar les femelles quan no estiguessin gestant.
Per altra banda, reduir, en la planificació productiva, al màxim el nombre d'animals en gestació durant la tardor reduiria considerablement el número d'infectats, així com ho faria l'ús d'insecticides per evitar l'actuació del  vector principal (Culicoides).

## Evolució del virus a Espanya
El 2012, amb la preocupant situació que hi havia a Europa en relació al virus, es va implementar el programa de vigilància de la malaltia de Schmellenberg. El primer cas a Espanya es va notificar el 13 de març de 2012 en una explotació d'oví i caprí a la comarca de Hinojosa del Duque, província de Còrdova i va consistir en un cas de malformacions fetals d'oví. Sembla que va arribar a l'explotació pel moviment d'animals infectats provinents d'Europa.
Posteriorment, també el 2012, es va implantar un pla de vigilància passiva per part del ministeri d'agricultura, alimentació i medi ambient així com un pla de contingència amb mesures a prendre en cas de noves infeccions.
Segons l'informe epidemiològic de la EFSA fet el 2013, també es van detectar 5 casos positius d'ovelles a les proves serològiques, que indicaven que els animals havien estat en contacte amb el virus.